# Ucides
Ucides Rathbun, 1897 è un genere di crostacei decapodi, unico genere della famiglia Ucididae Števčić, 2005.

## Tassonomia
Il genere comprende due sole specie:
- Ucides cordatus (Linnaeus, 1763)
- Ucides occidentalis (Ortmann, 1897)